# Bohumil Pospíšil
Bohumil Pospíšil, (25. září 1902 Přerov – 28. srpna 1974 Auckland, Nový Zéland) byl český spisovatel a cestovatel, také esperantista.

## Životopis

### Mládí
Narodil se v rodině Františka Pospíšila, pacholka v Přerově a jeho manželky Marie, rozené Ambrusové.
Na svou první cestu se vydal už v roce 1920, když vyjel do tehdejšího sovětského Ruska.
Z Ruska se vrátil v roce 1921 a pravděpodobně díky svému příteli (níže zmiňovanému Josefu Hüblovi) se seznámil s o 9 let starší Klementinou Šebestovou (podle záznamu v "rodinném listu" bydlela v Přerově na stejné adrese jako Hübl). V roce 1922 se Klementině a Bohumilovi narodil syn Bohumil. V říjnu 1923 se Pospíšil spolu s Klementinou a Bohumilem přestěhoval do Prahy. V Praze se v říjnu 1924 narodila Květoslava a v lednu 1926 Jarmila, třetí společné dítě. Bohumil s Klementinou nebyli oddáni.

### Cesta do Asie 1926–1931
Na další cestu se vydal 10. srpna 1926. Přes Turecko, Sýrii, Kurdistán, Mezopotámii, Arábii, Persii, Balúčistán, Afghánistán, Indii, Barmu, Indočínu, Čínu, Mongolsko, Mandžusko, Koreu, Formosu, Japonsko, Filipíny, Britské a Holandské Borneo, Celebes, Bali, Jávu a Sumatru dorazil do Singapuru, spolu se svým krajanem a sekretářem Josefem Hüblem.. V listopadu 1929 se objevil v Sydney.

### Manželství

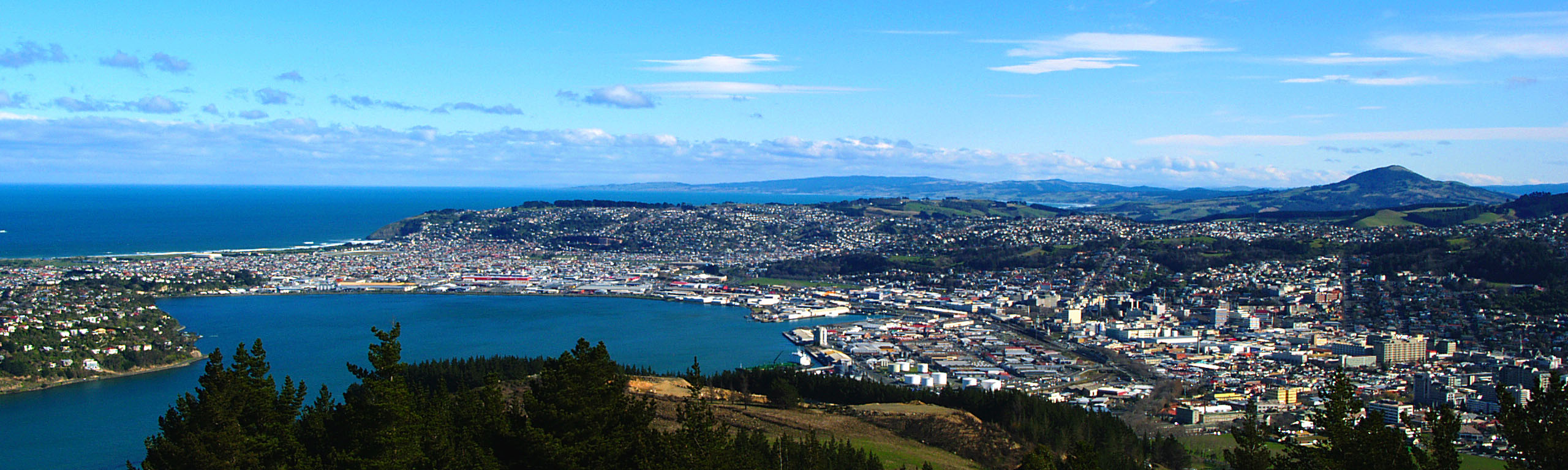
Dunedin

V létě 1930 se na Novém Zélandu již připravoval na návrat. Zamiloval se však do Elizabeth (Eileen) Shannonové (18. 3. 1914–??), z novozélandského Dunedinu, prostřední ze tří dětí manželů Davida a Rebeccy Shannonových. Dne 22. prosince 1930 se s ní oženil. Novomanželé zůstali na Novém Zélandu ještě deset měsíců, poté odcestovali přes Jižní Ameriku do Prahy, kde byla manželka naturalizována a stala se československou občankou. Po návratu domů v roce 1931 uspořádal Pospíšil v Praze výstavu svých fotografií.
Bohumil a Eileen Pospíšilovi se usídlili na pražském Žižkově. Novozélandská manželka s maorskou krví, která nemluvila česky, zde však nebyla šťastná. Aby získal prostředky na pražský život a zpáteční cestu, napsal Bohumil Pospíšil v období 1931–1934 většinu svých knih a příspěvků do českého tisku. V Praze rodina zůstala do roku 1934.
V roce 1932 se manželům Pospíšilovým narodila dcera Eliška, se kterou se v roce 1934 paní Pospíšilová vrátila na Nový Zéland.

### Cesta do Arábie 1934
V červnu 1934 psaly Národní listy obšírně o automobilové výpravě do Arábie, na kterou se právě Pospíšil chystal s redaktorem listu Vladislavem Forejtem–Alanem automobilem Walter-Junior. V červenci a srpnu 1934 deník o průběhu cesty informoval. Výprava se do Prahy v pořádku vrátila 15. 8. 1934 poté, co se jí nepodařilo projet Arabský poloostrov za severu na jih. O cestě napsal Vladislav Forejt knihu Za karavanou mrtvých.

### Domnělá smrt a pobyt na Novém Zélandu 1934
Podle zprávy spolucestovatele do Arábie Alana-Forejta měl Bohumil Pospíšil před koncem roku 1934 odjet přes Austrálii a Nový Zéland na Formosu (nyní Tchaj-wan), zahynul při zemětřesení. Pozdější bádání zprávu o úmrtí vyvrátilo.
Ve skutečnosti odcestovala manželka s dcerou Eliškou na Nový Zéland, kam dorazily 16. listopadu 1934. Bohumil Pospíšil za nimi přijel 5. února 1935. Důvodem vycestování z Československa se staly obavy z války. V letech 1935–1936 vystavoval na různých místech Nového Zélandu své fotografie z asijských cest. Zda zemi v tomto období opustil a zda skutečně odjel na Formosu, není prozatím ověřeno; přítel Vladislav Forejt o této cestě psal v Národních listech bez časových a jiných údajů, navíc nevěrohodně uváděl, že se jednalo o cestu k „lovcům lebek“.

### Zmínky v novozélandském tisku z let 1936–1945
O pobytu Bohumila Pospíšila existuje v tomto období několik desítek zmínek v místním tisku; z jeho aktivit na Novém Zélandu před a během 2. světové války vyplývá jeho antinacistické a vlastenecké smýšlení, např.:
- V roce 1936 informoval novozélandský tisk o tom, že se manželé Pospíšilovi usadili v rodném městě choti Eileen, Dunedinu a o vydání jeho knihy Toulky po ostrovech divů (Wondering on the Islands of Wonder), v autorově překladu.[15]
- V roce 1937 varoval Bohumil Pospíšil v novozélandském tisku, že není v zájmu Velké Británie ponechat podunajské státy včetně Československa svému osudu vůči nacistickému Německu. Upozorňoval na to, že po získání zemědělských a přírodních zdrojů Maďarska, Rakouska a Rumunska a průmyslové síly Československa by se Německo stalo ještě vážnějším nebezpečím pro Británii.[16]
- V srpnu 1941 vznikla na Novém Zélandu Československá asociace (Czecho-Slovak Association) podporující Spojence a exilovou vládu presidenta Beneše a Bohumil Pospíšil se stal jejím předsedou.[17] Pod jeho předsednictvím se uskutečnily některé akce, např.:
  - po vstupu československých zahraničních vojenských jednotek na území Československa se 12. dubna 1944 sešli členové Československé asociace a odeslali blahopřejný telegram presidentu Edvardu Benešovi;[18]
  - slavnostní setkání Československé asociace se uskutečnilo pod předsednictvím B. Pospíšila u příležitosti státního svátku ČSR 28. října 1944.[19]

### Potomci Bohumila Pospíšila
Záznam o úmrtí Bohumila Pospíšila uvádí čtyři v té době (1974) žijící potomky, muže ve věku 34 a 25 let a ženy ve věku 41 a 38 let. Nejstarší ze sourozenců Pospíšilových byla dcera Eliška, která se narodila v roce 1932 v Praze, nejmladší syn Kenneth. O nich, ani o jejich sourozencích se prozatím nepodařilo víc zjistit.

### Závěr života
Poslední zpráva o manželích Pospíšilových v digitalizovaném novozélandském tisku je z roku 1945, kdy byli jmenováni mezi čestnými hosty Dne Impéria; v říjnu 1945 vystoupil jako předseda Československé asociace k československému státnímu svátku. Po tomto datu se již novozélandský tisk (digitalizovaný do 31. 12. 1949) o Bohumilu Pospíšilovi nezmiňoval.
Místo a datum úmrtí Bohumila Pospíšila zůstávaly dlouhá léta nezjištěny. Podle novozélandské databáze úmrtí zemřel 28. srpna 1974 v Aucklandu (nemocnice Cornwall Public Hospital ve čtvrti Epsom). Pohřben byl na aucklandském hřbitově Mangere.

## Dílo

### Časopisecké a deníkové příspěvky
Bohumil Pospíšil přispíval ve 30. letech 20. století do časopisů Malý čtenář (román Mezi čínskými piráty a různé povídky vycházely v ročnících 1934–1935 a 1935–1936), Světozor (ročník 1931–1932, články o Thajsku (tehdy Siam), Indii aj.), Širým světem a Pestrý týden.
V letech 1932–1934 otiskovaly jeho příspěvky o životě v Asii Lidové noviny a Národní listy.

### Knižní vydání
- Čínou za revolučního varu (dojmy z cest po jižní a střední Číně; V Praze, Československá grafická Unie, 1935)
- Toulky po ostrovech divů, Nový Zealand (V Praze, Československá grafická Unie, 1935)
- Wondering on the Islands of Wonder, New Zealand (autorův překlad knihy Toulky po ostrovech divů; vydal Coulls Somerville Wilkie, Dunedin, 1935)
- V zemi otrávených šípů (román z Nové Guineje, ilustrace Zdeněk Burian; Toužimský a Moravec, 1936)
- Čínou za revolučného varu (slovensky, Dojmy z ciest po južnej a strednej Číne, překlad Jožo Hritz; Pospíšil, Československá grafická Unia, 1938)

### Výstavy
- Po pětileté cestě po Asii vystavil své fotografie v srpnu 1931 v Praze.[8]
- Své fotografie z cest vystavoval i během svého pobytu na Novém Zélandu

## Galerie

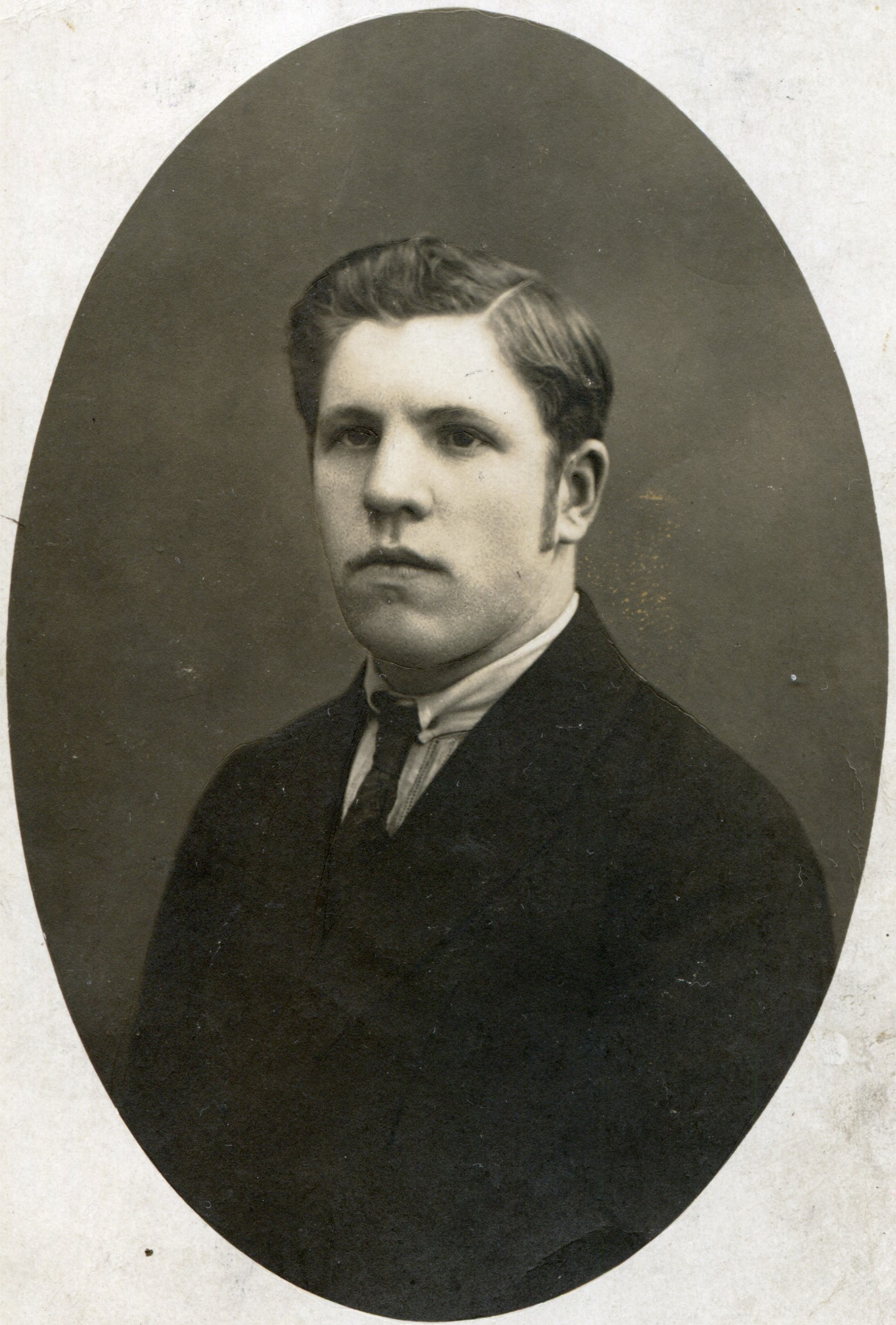
Bohumil Pospíšil (1902-1974), český spisovatel a cestovatel, 1922
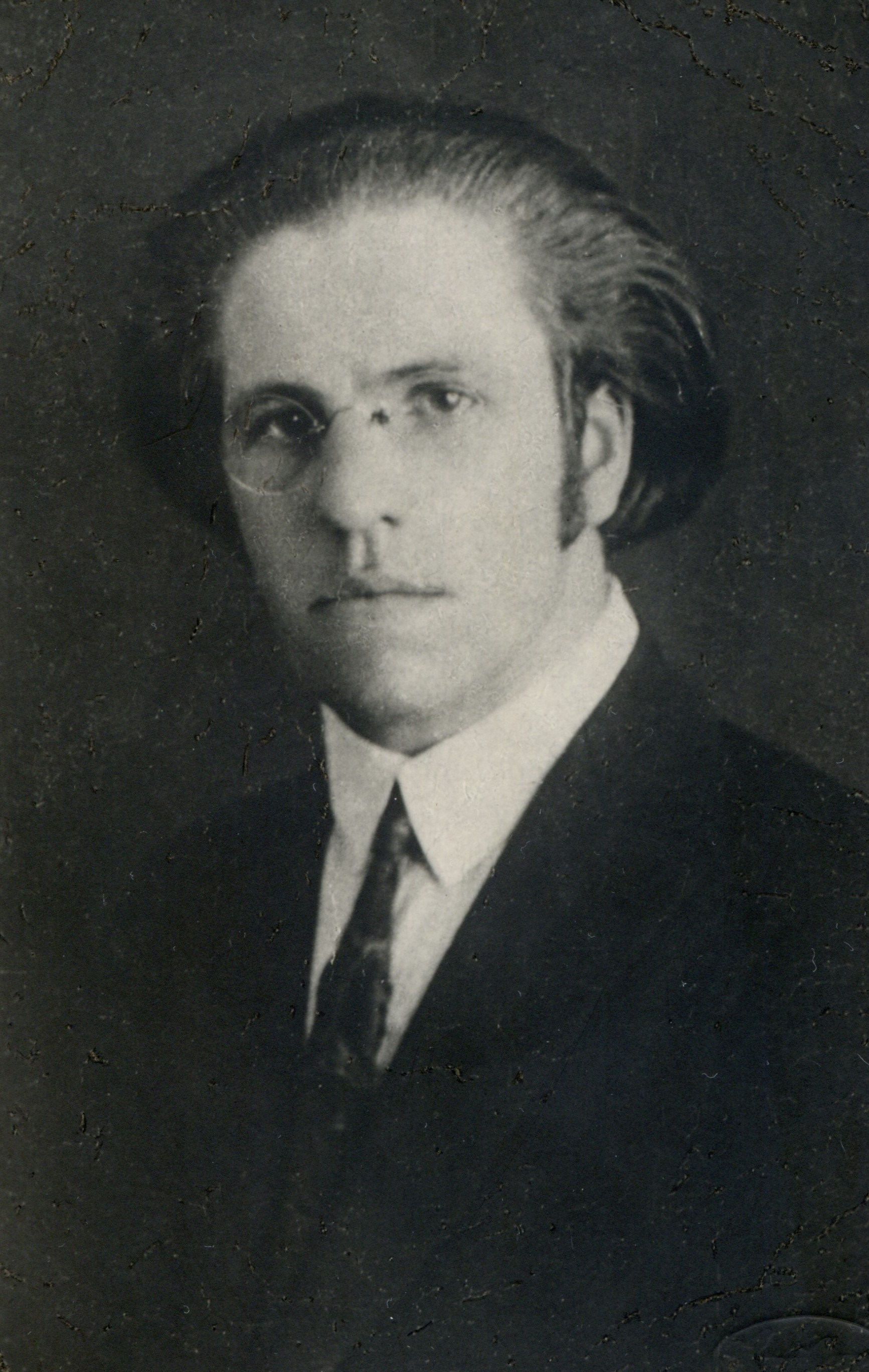
Bohumil Pospíšil, 20. léta 20. stol.
- Bohumil Pospíšil, záznam o úmrtí (Nový Zéland, 1974)